# Werner Ablass (Autor)

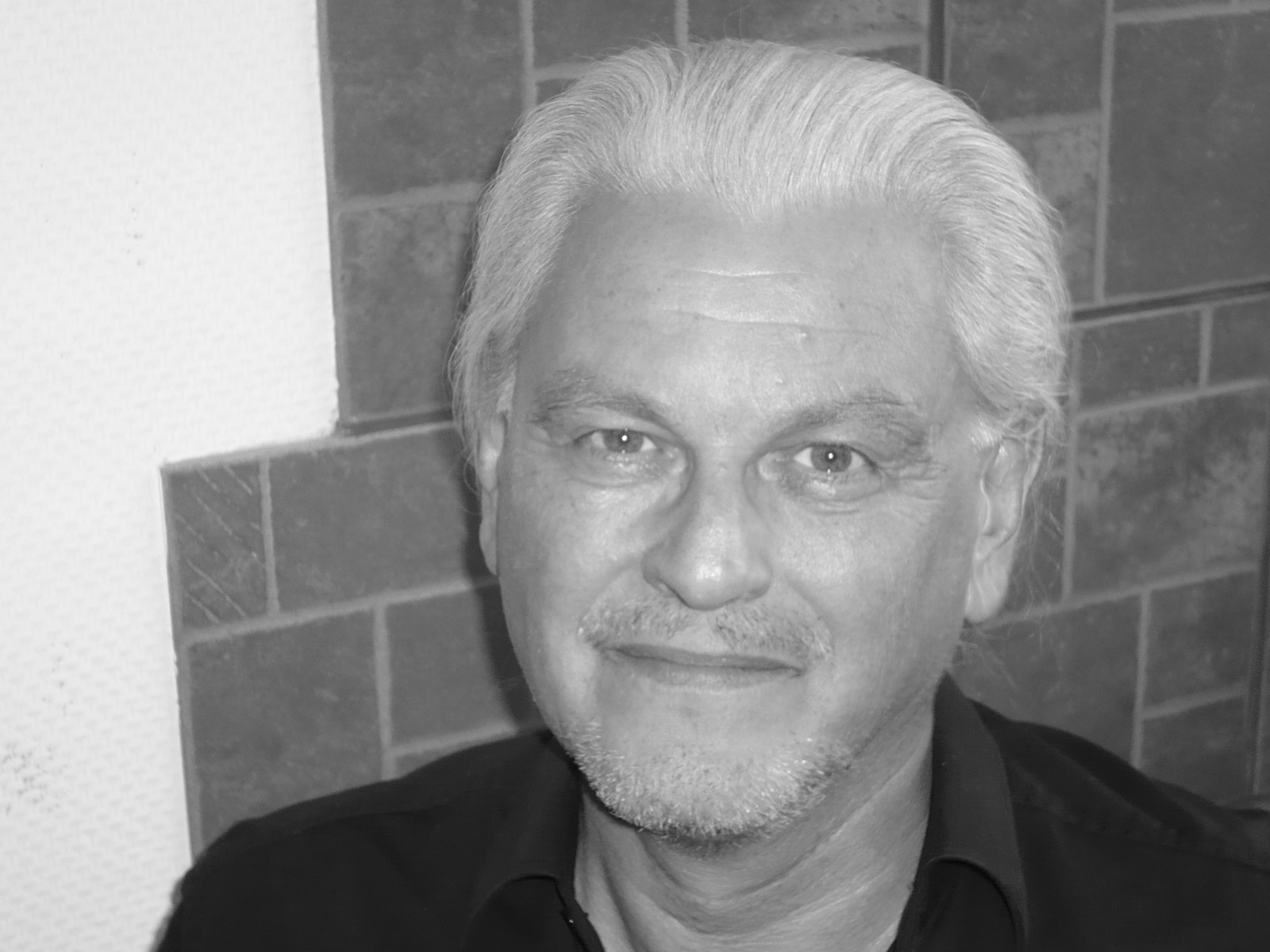
Werner Ablass (2007)

Werner Ablass (* 19. August 1949 in Neusorg; † 23. Dezember 2018 in Brackenheim) war ein deutscher Buchautor.

## Leben
Werner Ablass wuchs in Kaufbeuren auf. Er war Schlosser, Lastwagenfahrer, Orgelbauer, Wanderprediger, Verkäufer und Vertriebsleiter. 1994 machte er sich als Coach für Management, Verkauf und Kommunikation selbstständig. 40 Jahre dauerte seine intensive spirituelle Suche an, welche in zahlreichen Sackgassen endete. Im Jahr 2004 suchte er den bekannten Advaita-Meister Ramesh Balsekar in Mumbai auf. Auf die Empfehlung von Balsekar hin überprüfte Ablass, ob er in der Vergangenheit in eigener Regie gedacht, entschieden und gehandelt hatte.
Darauf erkannte Ablass, dass das Individuum nicht frei sei in seinem Handeln (siehe auch die Lehre von Ramesh Balsekar). Die spirituelle Suche von Ablass war damit beendet. Seither arbeitete er als Autor und Lehrer nondualen Bewusstseins, veranstaltete Seminare und coachte interessierte Einzelpersonen, die nach innerer Stabilität suchen.

## Lehre
Die Lehre von Ablass befasste sich mit innerer Stabilität. Das Leben hat keinen Sinn, keinen höheren Zweck und ist determiniert. Gerade diese Erkenntnis bringt dem spirituell Suchenden eine Erleichterung, welche mit dieser inneren Stabilität einhergeht. Gegenüber fixen Lehren und Konzepten war Ablass eher skeptisch eingestellt.

## Publikationen (Auszug)
- Leide nicht – liebe. Über die Liebe zur Liebe ohne Objekt. Omega-Verlag, 2004, ISBN 3-930243-30-X.
- Gar nichts tun und alles erreichen. Entdecke deine wahre Natur. Omega-Verlag, 2006, ISBN 3-930243-36-9.
- Abschied vom Ich. Und wie leicht es sich ichlos lebt. Omega-Verlag, 2009, ISBN 978-3-930243-49-5
- Suche nicht – sei. Omega-Verlag, 2012, ISBN 978-3-930243-64-8.